# Матица черногорская
Матица черногорская (черног. Матица црногорска) — культурное учреждение черногорского народа. Была основана в 1993 году как неправительственная организация. Занимается укреплением черногорской национальной и культурной самобытности и популяризацией черногорского языка посредством организации семинаров, форумов и лекций, публикации исследований и установлением связей между представителями черногорской диаспоры за рубежом. В 2008 году парламент Черногории принял Закон о Матице черногорской, который придал ей статус независимого культурного учреждения. Отделения Матицы работают почти на всей территории страны.
С 2000 года учреждение издаёт журнал «Матица», посвящённый актуальным культурным и социальным проблемам Черногории. С 2013 года президентом Матицы является филолог Драган Радулович.

## История
Матица черногорская была основана 22 мая 1993 года в Цетине. Её члены были одними из наиболее решительных сторонников независимости страны и выступали против войны, за демократические ценности, этническую и религиозную терпимость, интеграцию Черногории в единое европейское и средиземноморское пространство. 18 марта 2008 года парламент Черногории принял Закон о Матице черногорской, который определяет её как независимую организацию в сфере культуры.

## Президенты
Президенты Матицы черногорской:
- Драган Радулович (22 мая 2013 г. ― настоящее время);
- Бранко Баньевич (23 января 1999 г. ― 22 мая 2013 г.);
- Божина Иванович (22 мая 1993 г. ― 23 января 1999 г.)